# مسابقات قهرمانی کاراته دانشجویان جهان
مسابقات قهرمانی کاراته دانشجویان جهان، یک رقابت بین‌المللی در قالب مسابقات قهرمانی دانشجویان جهان و در ورزش کاراته است که اولین دوره آن در سال ۱۹۸۸ در شهر لیل فرانسه آغاز شد و هر دو سال یکبار در یکی از شهرهای جهان برگزار می‌شود. 

## دوره‌ها
| عدد | سال  | محل                     |
| --- | ---- | ----------------------- |
| ۱   | ۱۹۹۸ | لیل ، فرانسه            |
| ۲   | ۲۰۰۰ | کیوتو ، ژاپن            |
| ۳   | ۲۰۰۲ | پوبلا ، مکزیک           |
| ۴   | ۲۰۰۴ | بلگراد ، صربستان        |
| ۵   | ۲۰۰۶ | نیویورک ، آمریکا        |
| ۶   | ۲۰۰۸ | وروتسلاو ، لهستان       |
| ۷   | ۲۰۱۰ | پودگوریتسا ، مونته نگرو |
| ۸   | ۲۰۱۲ | براتیسلاوا ، اسلواکی    |
| ۹   | ۲۰۱۴ | بار ، مونته نگرو        |
| ۱۰  | ۲۰۱۶ | براگا ، پرتغال          |
| ۱۱  | ۲۰۱۸ | کوبه ، ژاپن             |

## قهرمانان

### مردان
| سال  | محل                  | کاتا انفرادی  | کومیته ۶۰- ک‌گ  | کومیته ۶۷- ک‌گ       | کومیته ۷۵- ک‌گ | کومیته ۸۴- ک‌گ | کومیته ۸۴+ ک‌گ       | کاتا تیمی | کومیته تیمی |
| ---- | -------------------- | ------------- | -------------- | ------------------- | ------------- | ------------- | ------------------- | --------- | ----------- |
| ۲۰۱۲ | براتیسلاوا ، اسلواکی | دامیان کینترو | ماتیاس گومز    | اومر کمال اوغلو     | سرکان یاغجی   | الکساندر آلیف | ولینگتون باربوسا    | ژاپن      | مونته‌نگرو   |
| ۲۰۱۴ | بار ، مونته نگرو     | احمد شاوی     | امیر مهدی زاده | ایوه مارشیال تادیسی | لوگان داکوستا | برات جاکوپی   | دانیلو لوچیچ        | ژاپن      | ایران       |
| ۲۰۱۶ | براگا ، پرتغال       | هیروکی کوبو   | ماتیاس گومز    | استوین داکوستا      | علی الساوی    | محمد الکوتبی  | لیوبیشا میهائیلوویچ | ژاپن      | ژاپن        |
| ۲۰۱۸ | کوبه ، ژاپن          | یوهی هوریبا   | آرای سامدان    | فرانچسکو دونوفریو   | یوسی ساکیاما  | کامران مدنی   | صالح اباذری         | ژاپن      | ژاپن        |

### زنان
| سال  | محل                  | کاتا انفرادی   | کومیته ۵۰- ک‌گ | کومیته ۵۵- ک‌گ   | کومیته ۶۱- ک‌گ      | کومیته ۶۸- ک‌گ | کومیته ۶۸+ ک‌گ    | کاتا تیمی | کومیته تیمی |
| ---- | -------------------- | -------------- | ------------- | --------------- | ------------------ | ------------- | ---------------- | --------- | ----------- |
| ۲۰۱۲ | براتیسلاوا ، اسلواکی | کیو شیمیزو     | بتینا پلانک   | توبا یاکان      | لوسی ایگنس         | لامیا ماتوب   | ماشا مارتینویچ   | اسلواکی   | مصر         |
| ۲۰۱۴ | بار ، مونته نگرو     | کیو شیمیزو     | سحر کرجی      | یاسمین حمدی     | اینگریدا سوچانکووا | آیومی اوکوسا  | کاوامورا ناتسومی | بلاروس    | ژاپن        |
| ۲۰۱۶ | براگا ، پرتغال       | میساکی تاناکا  | روشیو سانچز   | امیلی تووی      | جیانا لطفی         | آلیزه آگیر    | کاوامورا ناتسومی | اسپانیا   | مصر         |
| ۲۰۱۸ | کوبه ، ژاپن          | ناتسوکی شیمیزو | میهو میاهارا  | هانامه کاتایاما | یوکی کوجورو        | کاناکو اوریو  | روزا ماری لیبولد | ژاپن      | فرانسه      |